# Laurie Warder
Laurie Warder (n. 23 de octubre de 1962 en Sídney, Australia) es un exjugador de tenis que conquistó 12 títulos de dobles, incluyendo uno de Grand Slam.

## Finales de Grand Slam

### Campeón Dobles (1)
| Año  | Torneo               | Pareja       | Oponentes en la final         | Resultado   |
| 1993 | Abierto de Australia | Danie Visser | John Fitzgerald Anders Jarryd | 6-4 6-3 6-4 |

### Finalista Dobles (1)
| Año  | Torneo               | Pareja       | Oponentes en la final       | Resultado   |
| 1987 | Abierto de Australia | Peter Doohan | Stefan Edberg Anders Jarryd | 4-6 4-6 6-7 |

- Datos: Q1394634